# Glipostenoda signatella
Glipostenoda signatella es una especie de coleóptero de la familia Mordellidae.

## Distribución geográfica
Habita en Japón y la isla de Formosa.